# Gérard Lemaître
Pour les articles homonymes, voir Lemaître.
Gérard Lemaître, né le 8 décembre 1936 à Paris et mort le 14 décembre 2016 à La Haye, est un danseur contemporain français.

## Biographie
Gérard Lemaître commence l’étude de la danse à l’âge de 11 ans à l'École du Châtelet à Paris. Deux ans plus tard, il est déjà sur scène au Théâtre du Châtelet puis au Théâtre Mogador, aux Ballets Marigny. Dès ses 15 ans, il est engagé par Roland Petit. Il intègre ensuite le Grand Ballet du Marquis de Cuevas (Ballet de Monte-Carlo). En 1956, il doit interrompre la danse pendant trois années pour accomplir son service militaire, à Pairs, en Allemagne puis en Algérie. À son retour, en janvier 1959, il travaille à nouveau avec Roland Petit et participe ainsi à la réalisation du film Les Collants noirs, puis avec Françoise Adret. Hans van Manen l'invite à rejoindre le Nederlands Dans Theater de La Haye en 1960.
Au sein du NDT, jusqu'en 1982, il sera l'interprète de plus de 120 ballets, dont une soixantaine d'entre eux créés spécialement pour lui par Hans van Manen, Jiří Kylián, William Forsythe, Benjamin Harkarvy, John Butler, Glen Tetley, Jennifer Muller et Anna Sokolov.
En 1983, il est nommé maître de ballet au Scapino Ballet de Rotterdam puis à compter de 1986 au Ballet de l'Opéra de Lyon que dirige alors Françoise Adret.
En 1991, il est l'un des instigateurs et une des figures de proue du NDT III, créé par Jiří Kylián au sein du Nederland Dans Theater. La troupe du NDT III comprend exclusivement des danseurs âgés de plus de 42 ans et connaît une renommée mondiale jusqu'à sa dissolution en 2006, en interprétant des pièces de Jiří Kylián (notamment Birth-day) mais aussi de William Forsythe, Hans van Manen, Mats Ek.
Gérard Lemaître prend sa retraite de danseur en 2006, à l'âge de 70 ans.

## Distinctions
En 1982, Gérard Lemaître a reçu de la reine Béatrice des Pays-Bas la médaille de l'ordre d'Orange-Nassau.
En 1998, il est nommé officier de l'ordre des Arts et des Lettres.